# Millstätter-See-Rücken

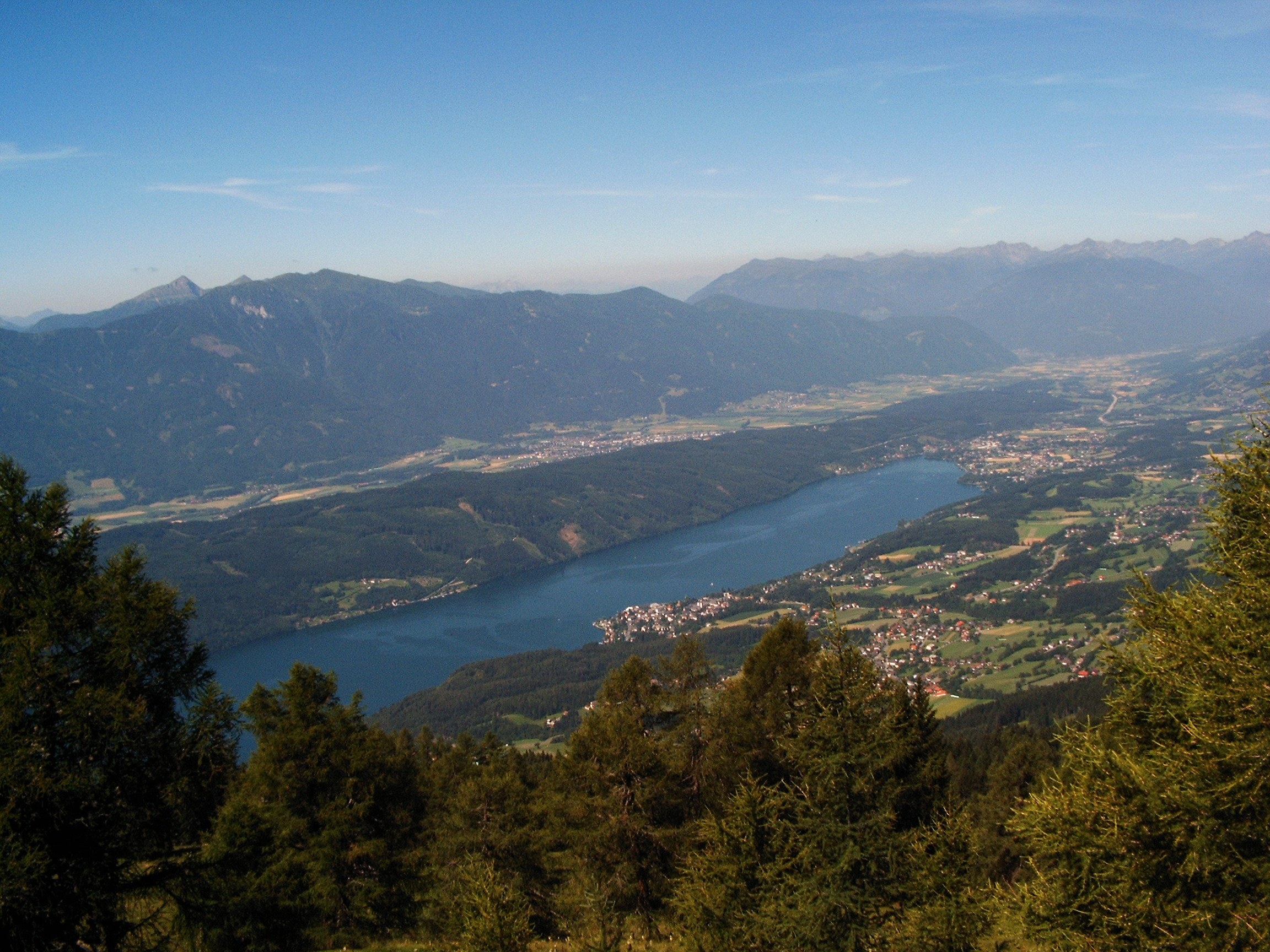
Der Millstätter-See-Rücken (links längs des Millstätter Sees)

Der Millstätter-See-Rücken ist ein Höhenzug im Südwesten der Nockberge, der den Millstätter See nach Süden vom unteren Drautal trennt.
Der Rücken ist rund 13 km lang und 2 km breit. Die höchsten Erhebungen sind der
Geißriegel (988 m ü. A.) ,
der Hochgosch (876 m ü. A.)  und der
Wolfsberg (804 m ü. A.) .
Geologisch gehört er zum Millstatt-Komplex des mittelostalpinen Kristallins, der hauptsächlich aus
monotonen Zweiglimmerschiefern und -gneisen besteht.
Unter dem Wolfsberg verläuft der Wolfsbergtunnel der Tauern Autobahn. Westlich des Wolfsberges liegt im Seebodener Ortsteil St. Wolfgang die romanische Wolfgangskirche. Etwa in der Mitte des Rückens liegt, beinahe auf dem Kamm, der Egelsee. Westlich des Sees finden sich die Reste der mittelalterlichen Fluchtburg Hochgosch. Einen Großteil des Rückens nimmt das 20 km² große Landschaftsschutzgebiet Millstätter See-Süd ein.

## Bilder

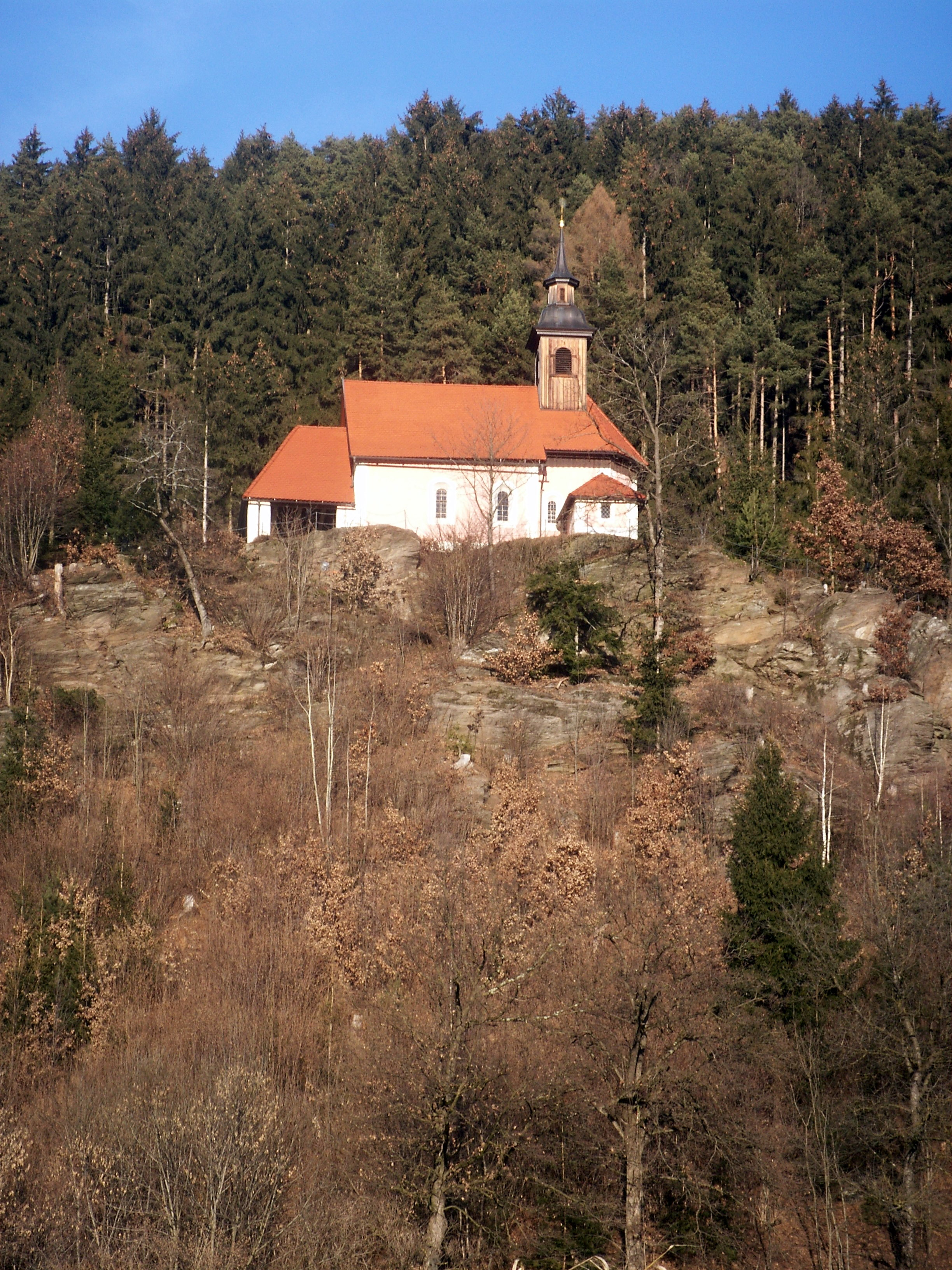
Filialkirche Baldersdorf
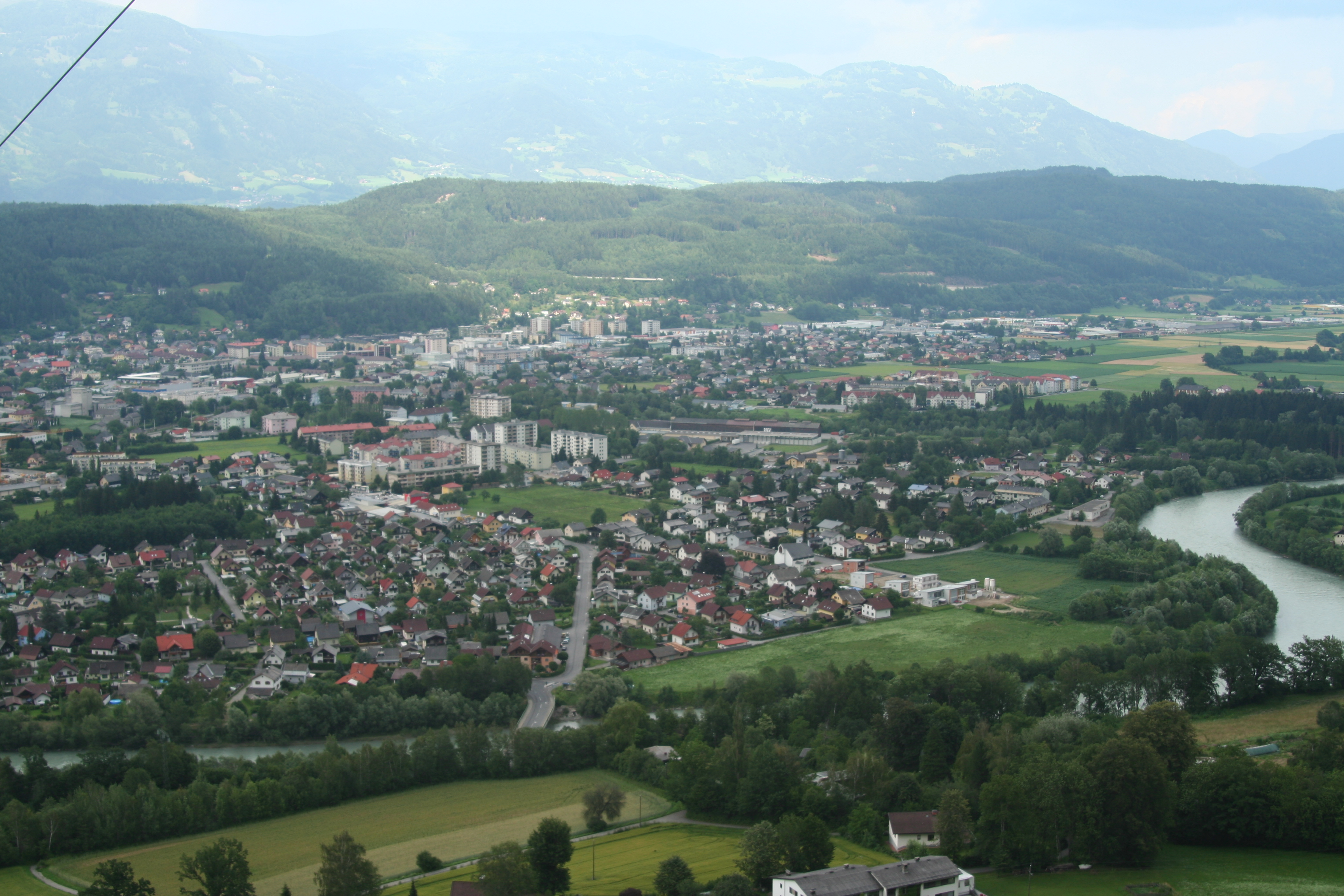
Blick vom Drautal bei Spittal aus
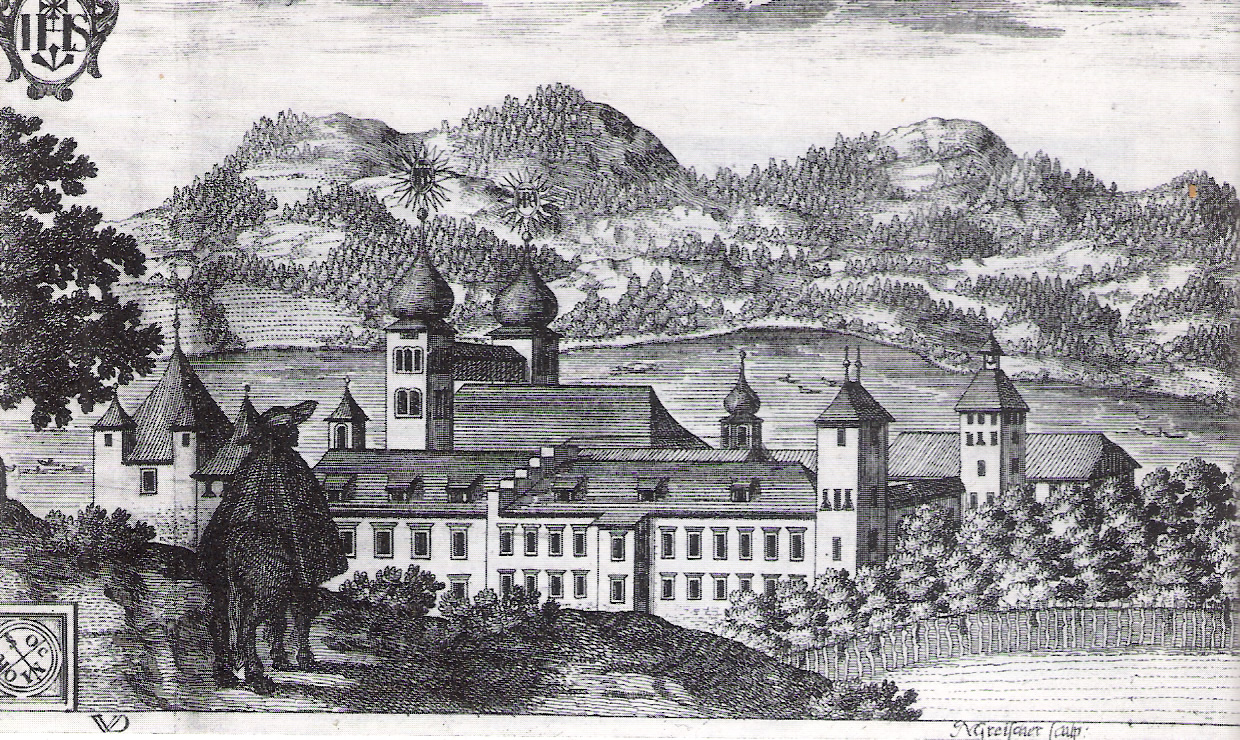
Ansicht bei Valvasor; vorne: Stift Millstatt
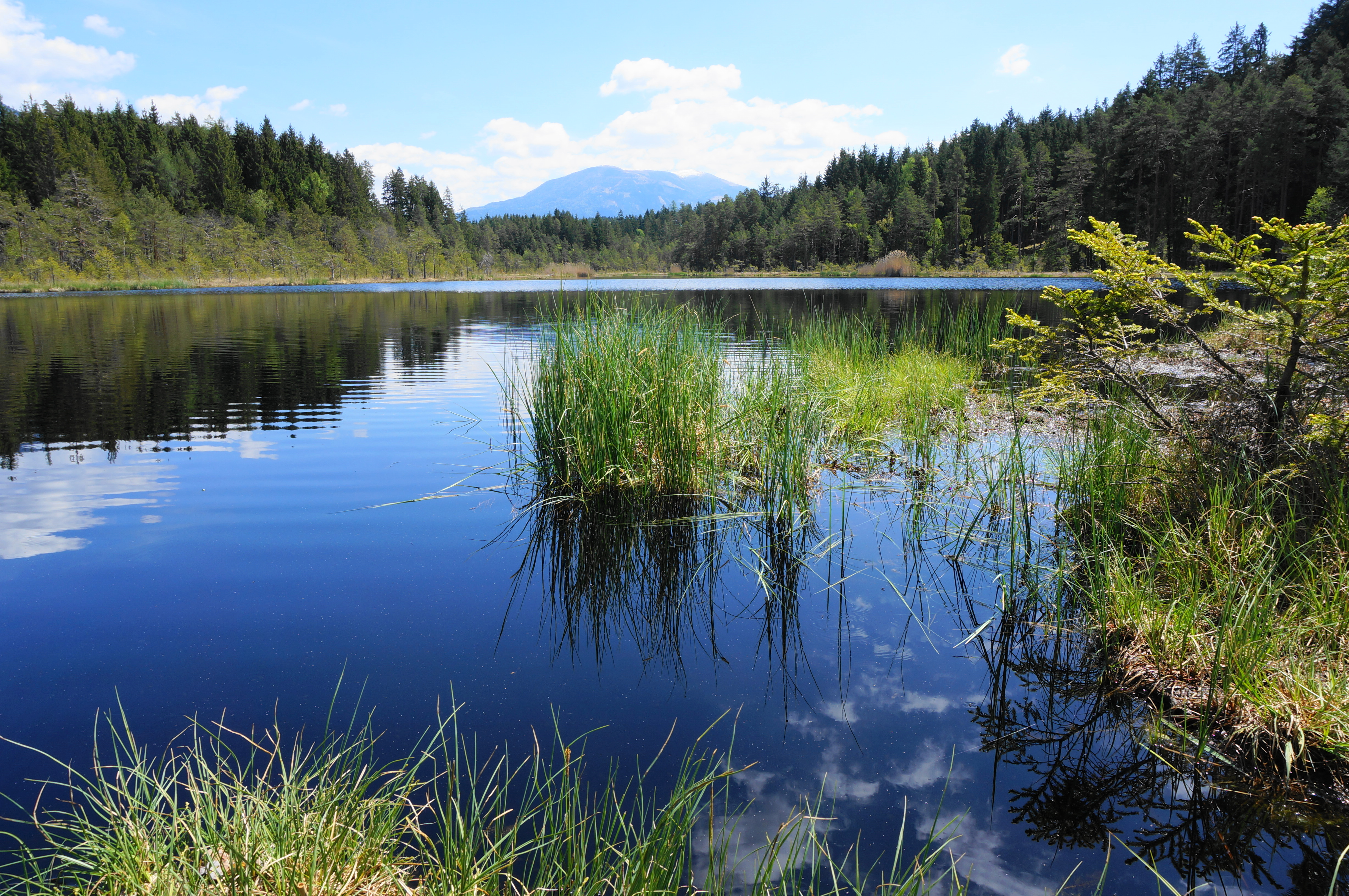
Egelsee gegen Mirnock